# Mycosphaerella sapii
Mycosphaerella sapii är en svampart som beskrevs av D.J. Soares, Parreira & R.W. Barreto 2006. Mycosphaerella sapii ingår i släktet Mycosphaerella och familjen Mycosphaerellaceae.   Inga underarter finns listade i Catalogue of Life.